# Thomas Nimely
Thomas Yaya Nimely (nascido em 1956) é um político liberiano e ex-líder rebelde que atua como senador pelo condado de Grand Gedeh desde 2024.
Durante a Segunda Guerra Civil da Libéria, Nimely fundou o grupo rebelde Movimento para a Democracia na Libéria (MODEL) em oposição ao presidente Charles Taylor. Após a derrubada de Taylor em 2003, ele serviu como ministro das Relações Exteriores entre 2005 e 2006 no governo de Ellen Johnson Sirleaf. Ele foi eleito para o Senado da Libéria durante as eleições gerais da Libéria de 2023 como membro do Partido da Restauração da Libéria (LRP).

## Carreira
Em 2003, tornou-se líder do Movimento para a Democracia na Libéria (MODEL), que rapidamente se tornou o segundo maior grupo rebelde da Libéria. Após o exílio do Presidente Charles Taylor, Nimely liderou o seu grupo no governo de transição que foi formado em 14 de Outubro de 2003. Serviu então como Ministro das Relações Exteriores da Libéria até Fevereiro de 2006, quando a Presidente eleita Ellen Johnson Sirleaf tomou posse e estabeleceu o seu novo gabinete.